# وادي الصمود
وادي الصمود يقع على الخط الفاصل بين الأراضي السورية المحتلة في الجولان والوطن الأم سوريا.
يفصل وادي الصمود بلدة مجدل شمس المرتفعة عن سطح البحر 1600 م عن موقع عين التينة المحررة المرتفعة إلى 1350 م بينما يصل ارتفاع الوادي الذي يفصل الجزء المحرر عن المحتل منه إلى 900 م تقريبا وبعرض 200 م شمالا و400 م جنوبا، حولته إسرائيل إلى حقل ألغام تجاوز عددها نصف مليون لغم بين فردي وثقيل، تشرف عليه قوات الأمم المتحدة حيث أقامت نقطة عبور والتقاء تسمح لأبناء الجولان لقاء ذويهم من الطرف الآخر عبر خيمة كبيرة تحيطها الألغام من كل جانب عدا طريق ترابي يصل بطرفي الوادي يسمح للقادمين من مجدل شمس بالعبور مشيا إلى النقطة المذكورة، لكن سرعان ما ألغت إسرائيل هذه النقطة رغم الاحتجاجات العربية والدولية، وبعد سنوات تم اعتماد معبر عين زيوان قرب مدينةالقنيطرة المحررة نقطة جديدة تشرف عليها الأمم المتحدة وتسهل عبور أبناء الجولان إلى وطنهم الأم بقصد الدراسة أو العلاج والزواج وغيرها من حالات العبور المختلفة.